# Hergest Ridge
Hergest Ridge es el segundo álbum en solitario del músico británico Mike Oldfield. Lanzado en el mercado británico en agosto de 1974, alcanzó directamente el número 1 en ventas en el Reino Unido.
De estructura similar a su predecesor (dos piezas instrumentales de larga duración) y donde nuevamente Oldfield toca casi todos los instrumentos que pueden oírse.
Algunos la consideran como un antecesor de lo que se conocerá como música New Age, algo que siempre ha horrorizado al músico británico.
Coproducido por Tom Newman, el que será uno de los más estrechos colaboradores de Oldfield a lo largo de su carrera.
La relación entre Tubular Bells y Hergest Ridge, en palabras de Mike, es la que existe entre la ciudad y el campo; y eso es algo que se traduce a su música. La primera es eléctrica y más roquera; mientras que Hergest Ridge es más lírica y dulce.
El título del álbum hace referencia a una colina cercana a la casa/estudio de Mike en Herefordshire, donde se grabó el álbum.
En 2010, Universal reeditó "Hergest Ridge" incluyendo el lado B del sencillo "In Dulci Jubilo (For Maureen)", compuesto por Robert Lucas de Pearsall y publicado en febrero de 1975, y el sencillo promocional "Spanish Tune", previamente inédito, como
bonus tracks.

## Canciones
1. "Hergest Ridge (Part One)" - 19:21
2. "Hergest Ridge (Part Two) - 18:46

## Personal
- Mike Oldfield: Guitarra eléctrica, guitarra acústica, mandolina, órganos, cascabeles, glockenspiel, timbales, gong, campanas tubulares, productor, mezclas e ingeniero de grabación.

- Ted Hobart: Trompeta.

- "Sinfonietta de Londres" y Coro.

- Sally Oldfield: Voces.

- Terry Oldfield: Flauta.

- Clodagh Simonds: Voces.

- William Murray: Guitarras y percusión adicional.

- David Bedford: Arreglos de sesión de cuerdas y coro.

- Tom Newman: Ingeniero de grabación y producción.